# Potasz (rejon humański)
Potasz (ukr. Поташ) – wieś na Ukrainie, w obwodzie czerkaskim, w rejonie humańskim, w hromadzie Mańkiwka. W 2001 liczyła 1280 mieszkańców, spośród których 1245 wskazało jako ojczysty język ukraiński, 26 rosyjski, 1 białoruski, a 8 inny.